# Ferrari 555 F1
La Ferrari 553/555 F1, soprannominata Supersqualo per via delle sue forme, è la vettura con cui la Scuderia Ferrari corse parte del campionato mondiale di Formula 1 1955.

## Storia

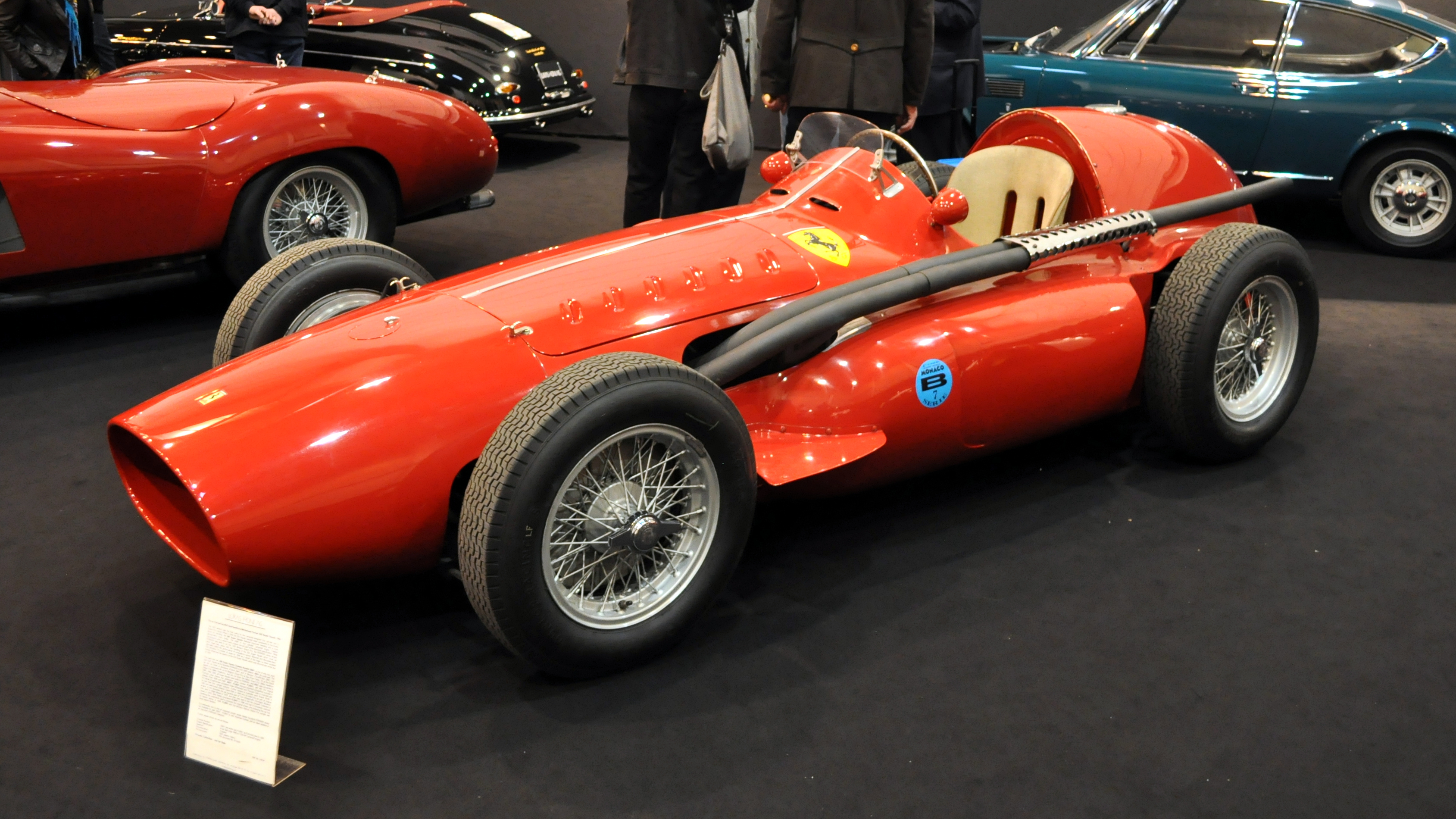
Una 555 F1 durante una manifestazione a Essen, 2011

Alla fine del 1954, la 553 F1 fu sottoposta a radicali modifiche mirate a migliorarne le prestazioni che si erano rivelate alquanto deludenti. Il risultato di queste modifiche fu la 555 F1 che per il 1955 avrebbe dovuto rappresentare la vettura di punta della Scuderia Ferrari, quella su cui la casa di Maranello avrebbe concentrato tutti gli sforzi per contrastare Mercedes e Lancia.
Nel complesso la 555 F1 venne rivista nel telaio, che ora inglobava la sospensione posteriore, e adottava le nuove sospensioni anteriori che erano già state provate a partire dal Gran Premio di Spagna 1954.  Venne inoltre adottato un nuovo radiatore più piccolo che permise di migliorare l'aerodinamica del muso, che ora si presentava più rastremato, accentuando così la caratteristica formale della vettura. Il motore rimase invece invariato.
Come per la 553 F1 il nome, contrariamente alla tradizione del marchio, si riferiva alla cilindrata unitaria (499 cm³ approssimata per eccesso a 500 cm³) solo nella prima cifra seguita dall'anno di produzione della vettura, in questo caso il 1955.
Tuttavia la 555 F1 non ebbe particolare successo e le sue prestazioni, anche a causa delle potenti Mercedes W196, risultarono alquanto deludenti tanto che in alcune gare della stagione 1955 le venne preferita la vecchia 625 F1 che si dimostrò più competitiva e affidabile. A nulla valsero gli sforzi della Ferrari che costrinsero i tecnici di Maranello a un lavoro frenetico per cercare e, possibilmente, recuperare lo svantaggio tecnico nei confronti della Mercedes che disponeva di un ben superiore potenziale tecnico ed economico.
A partire dal 1956 venne sostituita dalla più competitiva Lancia-Ferrari D50.

## Carriera agonistica
Complessivamente i risultati della 555 F1, nelle poche gare a cui prese parte, furono piuttosto altalenanti e senza soluzione di continuità. L'esordio in F1 avvenne al GP di Monaco 1955, ma, mentre la 625 F1 di Maurice Trintignant conquistava il gradino più alto del podio nonché l'unica vittoria stagionale della Scuderia Ferrari, le due 555 F1 arrancarono non poco con Taruffi che arrivò solo ottavo mentre Harry Schell fu costretto al ritiro per problemi al motore. La gara successiva, il GP del Belgio, fu più fortunata con Farina 3º al traguardo seguito da Paul Frère 4º.
A partire dal Gran Premio d'Olanda si unirono alla squadra Eugenio Castellotti, orfano della Lancia dopo che quest'ultima aveva deciso di rinunciare alle corse a causa della tragica morte di Alberto Ascari, e Mike Hawthorn, reduce da una poco felice esperienza con la Vanwall. Nel Gran Premio olandese la 555 F1 condusse un'altra gara anonima con Castellotti 5º, Hawthorn 7º e Trintignant ritirato per la rottura del cambio. L'ultima gara in carriera della 555 F1 fu il Gran Premio d'Italia dove ben figurò grazie a Castellotti che conquistò un onorevole 3º posto.
In seguito la poco fortunata monoposto di Maranello, sostituita dalla Lancia-Ferrari D50, continuò a figurare in qualche gara di formula libera anche se con un diverso motore.

## Risultati in Formula 1
| Anno | Team             | Motore                  | Gomme | Piloti      |  |     |  |    |     |  |    | Punti | Pos. |
| ---- | ---------------- | ----------------------- | ----- | ----------- |  | --- |  | -- | --- |  | -- | ----- | ---- |
| 1955 | Scuderia Ferrari | Ferrari 555 I4 2500 cm³ | E     | Taruffi     |  | 8   |  | NP |     |  |    | -     | -    |
| 1955 | Scuderia Ferrari | Ferrari 555 I4 2500 cm³ | E     | Schell      |  | Rit |  |    |     |  |    | -     | -    |
| 1955 | Scuderia Ferrari | Ferrari 555 I4 2500 cm³ | E     | Farina      |  |     |  | 3  |     |  | 8  | -     | -    |
| 1955 | Scuderia Ferrari | Ferrari 555 I4 2500 cm³ | E     | Frère       |  | 8   |  | 4  |     |  |    | -     | -    |
| 1955 | Scuderia Ferrari | Ferrari 555 I4 2500 cm³ | E     | Trintignant |  |     |  | 6  | Rit |  |    | -     | -    |
| 1955 | Scuderia Ferrari | Ferrari 555 I4 2500 cm³ | E     | Castellotti |  |     |  |    | 5   |  | 3  | -     | -    |
| 1955 | Scuderia Ferrari | Ferrari 555 I4 2500 cm³ | E     | Hawthorn    |  |     |  |    | 7   |  | 10 | -     | -    |
| 1955 | Scuderia Ferrari | Ferrari 555 I4 2500 cm³ | E     | Maglioli    |  |     |  |    |     |  | 6  | -     | -    |

| Anno | Team             | Motore                  | Gomme | Piloti    |     |  |  |  |  |  |  |  | Punti | Pos. |
| ---- | ---------------- | ----------------------- | ----- | --------- | --- |  |  |  |  |  |  |  | ----- | ---- |
| 1956 | Scuderia Ferrari | Ferrari 555 I4 2500 cm³ | E     | Collins   | Rit |  |  |  |  |  |  |  | -     | -    |
| 1956 | Scuderia Ferrari | Ferrari 555 I4 2500 cm³ | E     | Gendebien | 5   |  |  |  |  |  |  |  | -     | -    |

| Legenda | 1º posto     | 2º posto | 3º posto    | A punti         | Senza punti/Non class.  | Grassetto – Pole position Corsivo – Giro più veloce |
| Legenda | Squalificato | Ritirato | Non partito | Non qualificato | Solo prove/Terzo pilota | Grassetto – Pole position Corsivo – Giro più veloce |

## Scheda tecnica
| Caratteristiche tecniche - Ferrari 555 F1               | Caratteristiche tecniche - Ferrari 555 F1 | Caratteristiche tecniche - Ferrari 555 F1 | Caratteristiche tecniche - Ferrari 555 F1 | Caratteristiche tecniche - Ferrari 555 F1 | Caratteristiche tecniche - Ferrari 555 F1 |
| Configurazione                                          | Configurazione | Configurazione | Configurazione | Configurazione | Configurazione |
| ------------------------------------------------------- | --- | --- | --- | --- | --- |
| Carrozzeria: monoposto                                  | Carrozzeria: monoposto | Posizione motore: anteriore longitudinale | Posizione motore: anteriore longitudinale | Trazione: posteriore | Trazione: posteriore |
| Dimensioni e pesi                                       | | | | | |
| Ingombri (lungh.×largh.×alt. in mm): 3988 × 1427 × 1020 | Ingombri (lungh.×largh.×alt. in mm): 3988 × 1427 × 1020 | Ingombri (lungh.×largh.×alt. in mm): 3988 × 1427 × 1020 | Ingombri (lungh.×largh.×alt. in mm): 3988 × 1427 × 1020 | Diametro minimo sterzata: | Diametro minimo sterzata: |
| Interasse: 2160 mm                                      | Interasse: 2160 mm | Carreggiate: anteriore 1270 - posteriore 1250 mm | Carreggiate: anteriore 1270 - posteriore 1250 mm | Altezza minima da terra: | Altezza minima da terra: |
| Posti totali: 1                                         | Posti totali: 1 | Bagagliaio: | Bagagliaio: | Serbatoio: 180 l | Serbatoio: 180 l |
| Masse                                                   | / in ordine di marcia: 590 kg | / in ordine di marcia: 590 kg | / in ordine di marcia: 590 kg | / in ordine di marcia: 590 kg | / in ordine di marcia: 590 kg |
| Meccanica                                               | | | | | |
| Tipo motore: 4 cilindri in linea                        | Tipo motore: 4 cilindri in linea | Tipo motore: 4 cilindri in linea | Cilindrata: 2.497,56 cm³ | Cilindrata: 2.497,56 cm³ | Cilindrata: 2.497,56 cm³ |
| Distribuzione: bialbero a camme in testa                | Distribuzione: bialbero a camme in testa | Distribuzione: bialbero a camme in testa | Alimentazione: 2 carburatori Weber 50DCOA3 | Alimentazione: 2 carburatori Weber 50DCOA3 | Alimentazione: 2 carburatori Weber 50DCOA3 |
| Prestazioni motore                                      | Potenza: 260 CV a 7.200 giri/min | Potenza: 260 CV a 7.200 giri/min | Potenza: 260 CV a 7.200 giri/min | Potenza: 260 CV a 7.200 giri/min | Potenza: 260 CV a 7.200 giri/min |
| Accensione: doppia, 2 magneti                           | Accensione: doppia, 2 magneti | Accensione: doppia, 2 magneti | Impianto elettrico: | Impianto elettrico: | Impianto elettrico: |
| Frizione: multidisco                                    | Frizione: multidisco | Frizione: multidisco | Cambio: 4 marce + RM in blocco col differenziale | Cambio: 4 marce + RM in blocco col differenziale | Cambio: 4 marce + RM in blocco col differenziale |
| Telaio                                                  | | | | | |
| Corpo vettura                                           | tubolare a traliccio | tubolare a traliccio | tubolare a traliccio | tubolare a traliccio | tubolare a traliccio |
| Sterzo                                                  | a vite senza fine e settore | a vite senza fine e settore | a vite senza fine e settore | a vite senza fine e settore | a vite senza fine e settore |
| Sospensioni                                             | anteriori: ruote indipendenti, quadrilateri deformabili, molle elicoidali, barra antirollio / posteriori: ponte De Dion, balestra trasversale, ammortizzatori Houdaille | anteriori: ruote indipendenti, quadrilateri deformabili, molle elicoidali, barra antirollio / posteriori: ponte De Dion, balestra trasversale, ammortizzatori Houdaille | anteriori: ruote indipendenti, quadrilateri deformabili, molle elicoidali, barra antirollio / posteriori: ponte De Dion, balestra trasversale, ammortizzatori Houdaille | anteriori: ruote indipendenti, quadrilateri deformabili, molle elicoidali, barra antirollio / posteriori: ponte De Dion, balestra trasversale, ammortizzatori Houdaille | anteriori: ruote indipendenti, quadrilateri deformabili, molle elicoidali, barra antirollio / posteriori: ponte De Dion, balestra trasversale, ammortizzatori Houdaille |
| Freni                                                   | anteriori: a tamburo / posteriori: a tamburo | anteriori: a tamburo / posteriori: a tamburo | anteriori: a tamburo / posteriori: a tamburo | anteriori: a tamburo / posteriori: a tamburo | anteriori: a tamburo / posteriori: a tamburo |
| Prestazioni dichiarate                                  | | | | | |
| Velocità: 280 km/h                                      | Velocità: 280 km/h | Velocità: 280 km/h | Accelerazione: | Accelerazione: | Accelerazione: |